# Бефана

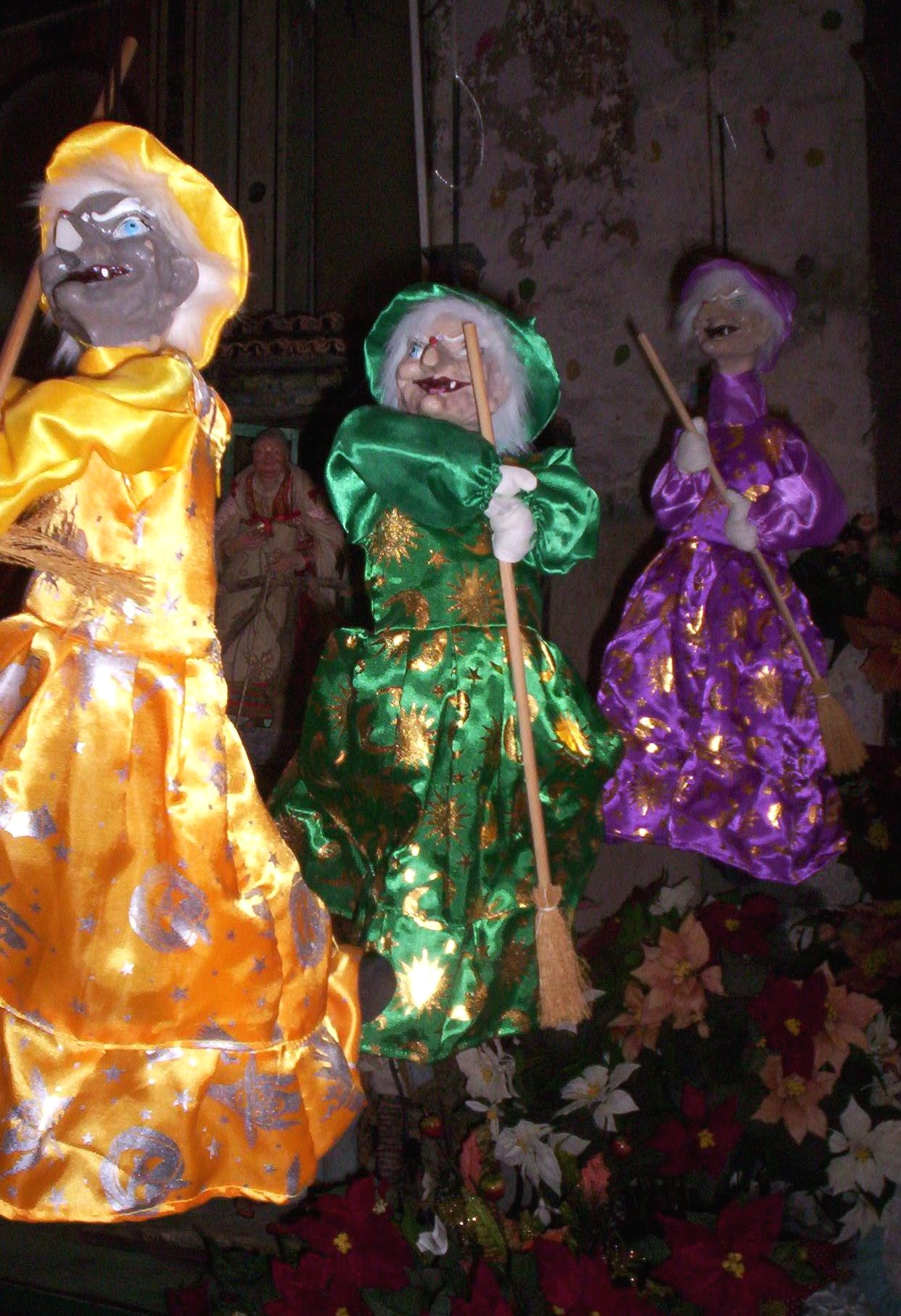
Бефана

Бефана (італ. Befana) — міфологічний персонаж у італійців, що бродить по землі вночі з 5 по 6 січня в образі страшної старої або, іноді, молодої жінки.

## Повір'я
Бефана — в нижчій міфології (у італійців) міфологічний персонаж, що бродить по землі з 5 по 6 січня (свято богоявлення) в образі страшної старої. Іноді вважається доброю, приносить подарунки дітям, проникаючи в будинок через димар (поганим дітям дістається тільки зола), іноді — зла. У народних обрядах Бефана — відьма; її втілює ганчіркова лялька, яку возять на візку і спалюють на головній площі. На честь Бефани виконуються пісні-колядки (бефанати): колядники вимагають від її імені подарунків, благословляють щедрих і посилають прокльони скупим, закидаючи камінням у їх будинок. Образ Бефани сходить до дохристиянських уявлень про злих духів, що періодично з'являються на землі в новорічний період.

## Паралелі
Було зауважено її схожість з іншими дарувальниками різдвяних подарунків і персонажами, які блукають під час різдвяних свят. Її вважають їхньою італійською версією, хоча різні частини Італії мають також інших приносників подарунків, як-от три царі. Зокрема, науковцями часто відзначається її схожість з жіночими німецькими персонажами пані Метелицею і Перхтою, її вважають їхнім італійським рівнозначником. Бефана і Перхта обидві приносять добробут. Також існує зла Бефана, яка карає дівчаток і жінок, які прядуть на передодні Водохреща, що в деяких місцинах заборонено. Перхта робить те саме, хоча дні заборони міняються залежно від місцини. Також є аналогі в грецькій, анатолійській і слов'янській міфології і традиціях.